# Distretto di Longwan
Il distretto di Longwan (龙湾区S, Lóngwān QūP) è un distretto della Prefettura della città di Wenzhou, nella provincia dello Zhejiang in Cina.